# Список населених пунктів Зони відчуження (Україна)
Список населених пунктів зони відчуження перелічує населені пункти, покинуті внаслідок аварії на ЧАЕС.
Зона відчуження Чорнобильської АЕС і зона безумовного (обов’язкового) відселення — заборонена для вільного доступу територія України, що зазнала інтенсивного радіоактивного забруднення внаслідок аварії на Чорнобильській атомній електростанції 26 квітня 1986 року.  
Загальна площа становить 2598 км². Вона охоплює північ Іванківського району (територію колишнього Чорнобильського району) та Поліського району Київської області, а також частину Житомирської області (Овруцький та Народицький райони).  
Зона перебуває під управлінням підрозділу ДСНС України — Адміністрації зони відчуження та зони безумовного (обов’язкового) відселення.  
До переліку включено населені пункти, розташовані в зоні обов’язкового відселення (яка виходить за межі 30-кілометрової чорнобильської зони відчуження) та зоні гарантованого добровільного відселення, які були зняті з обліку.
Маркування:
15,55 Населений пункт розташований у межах 30-кілометрової зони відчуження
10,21 Населений пункт розташований у межах 10-кілометрової зони відчуження
Скорочення:
с. – село;
м. – місто;
смт. – селище міського типу;
с-ще – селище.
Зони забруднення:
1) зона відчуження - це територія, з якої проведено евакуацію населення в 1986 році;
2) зона безумовного (обов'язкового) відселення - це територія, що зазнала інтенсивного забруднення довгоживучими радіонуклідами, з щільністю забруднення грунту понад доаварійний рівень ізотопами цезію від 15,0 Кі/кв. км та вище, або стронцію від 3,0 Кі/кв. км та вище, або плутонію від 0,1 Кі/кв. км та вище, де розрахункова ефективна еквівалентна доза опромінення людини з урахуванням коефіцієнтів міграції радіонуклідів у рослини та інших факторів може перевищити 5,0 мЗв (0,5 бер) за рік понад дозу, яку вона одержувала у доаварійний період. У зв’язку з цим протягом 1990-х років на цих територіях було проведено евакуацію населення;
3) зона гарантованого добровільного відселення - це територія з щільністю забруднення грунту понад доаварійний рівень ізотопами цезію від 5,0 до 15,0 Кі/кв. км, або стронцію від 0,15 до 3,0 Кі/кв. км, або плутонію від 0,01 до 0,1 Кі/кв. км, де розрахункова ефективна еквівалентна доза опромінення людини з урахуванням коефіцієнтів міграції радіонуклідів у рослини та інших факторів може перевищити 1,0 мЗв (0,1 бер) за рік понад дозу, яку вона одержувала у доаварійний період;
4) зона посиленого радіоекологічного контролю - це територія з щільністю забруднення грунту понад доаварійний рівень ізотопами цезію від 1,0 до 5,0 Кі/кв. км, або стронцію від 0,02 до 0,15 Кі/кв. км, або плутонію від 0,005 до 0,01 Кі/кв. км за умови, що розрахункова ефективна еквівалентна доза опромінення людини з урахуванням коефіцієнтів міграції радіонуклідів у рослини та інших факторів перевищує 0,5 мЗв (0,05 бер) за рік понад дозу, яку вона одержувала у доаварійний період.

У цьому списку в алфавітному порядку представлено всі покинуті населені пункти, розташовані на території Чорнобильської зони відчуження, у зоні обов'язкового відселення (яка виходить за межі 30-кілометрової чорнобильської зони відчуження), а також у зоні гарантованого добровільного відселення. Список містить інформацію про адміністративну приналежність, відстань до ЧАЕС та інших важливих об'єктів, чисельність населення до евакуації, місце евакуації, загальні відомості, рівень радіаційного забруднення та рік зняття з обліку.

## Мапа

### Позначки

#### Розмір
– село, селище.
 – селище міського типу (смт).
 – місто.

#### Колір
– населений пункт.
 – районний центр.
 – місто обласного значення.
 – Чорнобильська атомна електростанція (ЧАЕС).
 – населений пункт, який було ліквідовано до аварії для будівництва ЧАЕС або приєднано до міста Прип'ять.

## Список
| Назва                                       | Координати                                                                | Місцева рада                | Відстань до...(км)                                                            | Населення (до аварії/евакуації)        | Евакуація | Короткі відомості | Зона радіаційного забруднення | Знято з обліку        | Сучасний стан |
| Житомирська область                         |                                                                           |                             |                                                                               |                                        | | |                               |                       |               |
| Лугинський район                            |                                                                           |                             |                                                                               |                                        | | |                               |                       |               |
| с. Мощаниця                                 | 51°13′05″ пн. ш. 28°29′17″ сх. д. / 51.21806° пн. ш. 28.48806° сх. д.     | Липниківська сільрада       | ЧАЕС: 114 райцентру: 16.15 сільради: 4.90 облцентру: 107.6 столиці: 166.7     | 150 (1993)                             | с. Садки | Розташовувалося на берегах річки Мощаниця, знаходився ставок, за селом починається ліс. | 2                             | 17 липня 2001 рік     |               |
| Народицький район                           |                                                                           |                             |                                                                               |                                        | | |                               |                       |               |
| с. Великі Кліщі                             | 51°04′23″ пн. ш. 29°10′11″ сх. д. / 51.07306° пн. ш. 29.16972° сх. д.     | Великокліщівська сільрада   | ЧАЕС: 73.89 райцентру: 16.34 сільради: 0 облцентру: 97.59 столиці: 117.4      | 850 (1981)                             | с. Лисівка | У селі є середня школа, клуб, сільська і шкільна бібліотеки, фельдшерсько-акушерський пункт, відділення зв'язку. Було центром сільської ради. | 2                             | 28 грудня 1990 рік    |               |
| с. Довгий Ліс                               | 51°23′59″ пн. ш. 29°16′49″ сх. д. / 51.39972° пн. ш. 29.28028° сх. д.     | Довголіська сільрада        | ЧАЕС: 57,2 райцентру: 25.75 сільради: 0 облцентру: 134.5 столиці: 137.0       | 160 (1981)                             | | У селі розташовувалася бригада колгоспу з центром в Народичах, у землекористуванні знаходилося 1499 га угідь, з них під лісом — 760, орних земель — 360 га. У 8-річній школі навчалося 84 учні, працювало 10 вчителів. Існував клуб, бібліотека з більш як 11000 примірників, магазин, медичний пункт. Було центром сільської ради.                                                                                              | 1                             | 28 грудня 1990 рік    |               |
| с. Звіздаль                                 | 51°10′36″ пн. ш. 29°14′48″ сх. д. / 51.17667° пн. ш. 29.24667° сх. д.     | Малокліщівська сільрада     | ЧАЕС: 64.38 райцентру: 11.77 сільради: 7.88 облцентру: 110.4 столиці: 121.0   | 360 (1981)                             | с. Привороття | У 1923—54 та 1985—90 роках — адміністративний центр Звіздальської сільської ради Базарського і Народицького районів. | 2                             | 21 червня 1991 рік    |               |
| с. Малинка                                  | 51°00′23″ пн. ш. 29°10′46″ сх. д. / 51.00639° пн. ш. 29.17944° сх. д.     | Калинівська сільрада        | ЧАЕС: 77.24 райцентру: 22.63 сільради: 6.52 облцентру: 91.54 столиці: 113.5   | 30 (1981)                              | с. Долинівка | | 2                             | 21 червня 1991 рік    |               |
| с. Малі Кліщі                               | 51°07′22″ пн. ш. 29°09′49″ сх. д. / 51.12278° пн. ш. 29.16361° сх. д.     | Малокліщівська сільрада     | ЧАЕС: 71.59 райцентру: 10.76 сільради: 0 облцентру: 103.0 столиці: 121.4      | 430 (1981)                             | с. Краснобірка | В селі діяли клуб, бібліотека, фельдшерсько-акушерський пункт, відділення зв'язку та магазин. Було центром сільської ради. | 2                             | 21 червня 1991 рік    |               |
| с. Малі Міньки                              | 51°08′13″ пн. ш. 29°15′37″ сх. д. / 51.13694° пн. ш. 29.26028° сх. д.     | Малокліщівська сільрада     | ЧАЕС: 64.65 райцентру: 14.58 сільради: 7.03 облцентру: 107.37 столиці: 117.3  | 230 (1980)                             | с. Облітки | У селі — восьмирічна школа, бібліотека,медпункт, магазин, поштове відділення, ветеринарний пункт. Було центром сільської ради. | 2                             | 21 червня 1991 рік    |               |
| с. Мар'янівка                               | 51°19′44″ пн. ш. 29°04′49″ сх. д. / 51.32889° пн. ш. 29.08028° сх. д.     | Норинцівська сільрада       | ЧАЕС: 71.10 райцентру: 13.97 сільради: 8.09 облцентру: 123.13 столиці: 140.7  | 100 (1981)                             | | Село розташоване на березі річки Грезля. Через Мар'янівку проходить автошлях Р 02, відстань до Овруча — 16 км. | 3                             | 21 червня 1991 рік    |               |
| с. Мотилі                                   | 51°26′13″ пн. ш. 29°16′14″ сх. д. / 51.43694° пн. ш. 29.27056° сх. д.     | Довголіська сільрада        | ЧАЕС: 57,8 райцентру: 29.51 сільради: 4.63 облцентру: 138.7 столиці: 140.89   | 80 (1981)                              | | | 1                             | 28 грудня 1990 рік    |               |
| с. Нове Шарне                               | 51°13′46″ пн. ш. 29°11′14″ сх. д. / 51.22944° пн. ш. 29.18722° сх. д.     | Христинівська сільрада      | ЧАЕС: 65,5 райцентру: 7.96 сільради: 1.80 облцентру: 114.76 столиці: 128.01   | 370 (1981)                             | | | 1                             | 28 грудня 1990 рік    |               |
| с. Омельники                                | 51°23′14″ пн. ш. 29°13′50″ сх. д. / 51.38722° пн. ш. 29.23056° сх. д.     | Довголіська сільрада        | ЧАЕС: 59,4 райцентру: 23.82 сільради: 2.61 облцентру: 132.97 столиці: 138.1   | 60 (1981)                              | | | 1                             | 28 грудня 1990 рік    |               |
| с. Перемога                                 | 51°07′31″ пн. ш. 29°11′29″ сх. д. / 51.12528° пн. ш. 29.19139° сх. д.     | Малокліщівська сільрада     | ЧАЕС: 69.68 райцентру: 11.48 сільради: 1.93 облцентру: 104.23 столиці: 120.3  | 80 (1981)                              | | | 2                             | 21 червня 1991 рік    |               |
| с. Поліське                                 | 51°5′6″ пн. ш. 29°12′15″ сх. д. / 51.08500° пн. ш. 29.20417° сх. д.       | Великокліщівська сільрада   | ЧАЕС:71.08 райцентру:15.4 сільради:2.95 облцентру:100.36 столиці:117.0        | 150 (1981)                             | | | 2                             | 28 грудня 1990 рік    |               |
| с. Роги                                     | 51°04′22″ пн. ш. 29°05′44″ сх. д. / 51.07278° пн. ш. 29.09556° сх. д.     | Любарська сільрада          | ЧАЕС:78.37 райцентру:14.51 сільради:2.21 облцентру:96.17 столиці:122.0        | 80 (1981)                              | | | 2                             | 27 грудня 1996 рік    |               |
| с. Рудня-Осошня                             | 51°09′09″ пн. ш. 29°20′33″ сх. д. / 51.15250° пн. ш. 29.34250° сх. д.     | Малокліщівська сільрада     | ЧАЕС:58.78 райцентру:19.49 сільради:13.06 облцентру:111.12 столиці:113.8      | 300 (1981)                             | с. Потіївка | | 2                             | 21 червня 1991 рік    |               |
| с. Северівка                                | 51°06′16″ пн. ш. 29°04′15″ сх. д. / 51.10444° пн. ш. 29.07083° сх. д.     | Любарська сільрада          | ЧАЕС:78.55 райцентру:10.9 сільради:3.04 облцентру:98.97 столиці:125.7         | 80 (1981)                              | с. Нові Озеряни | | 2                             | 27 грудня 1996 рік    |               |
| с. Слобода                                  | 51°01′18″ пн. ш. 29°09′23″ сх. д. / 51.02167° пн. ш. 29.15639° сх. д.     | Калинівська сільрада        | ЧАЕС: 77.52 райцентру: 20.7 сільради: 4.95 облцентру: 92.47 столиці: 115.6    | 70 (1981)                              | с. Долинівка | У 1925—54 роках — адміністративний центр Слобідської (Слободо-Віслоцької) сільської ради Базарського району. | 2                             | 21 червня 1991 рік    |               |
| с. Старе Шарне                              | 51°12′59″ пн. ш. 29°08′51″ сх. д. / 51.21639° пн. ш. 29.14750° сх. д.     | Розсохівська сільрада       | ЧАЕС:69.37 райцентру:4.7 сільради:13.89 облцентру:112.4 столиці:129.24        | 570 (1981)                             | с. Березова Гать | | 2                             | 24 травня 2007 рік    |               |
| с. Хрипля                                   | 51°06′29″ пн. ш. 29°14′47″ сх. д. / 51.10806° пн. ш. 29.24639° сх. д.     | Малокліщівська сільрада     | ЧАЕС:67.71 райцентру:15.7 сільради:5.66 облцентру:103.25 столиці:116.0        | 80 (1981)                              | | | 2                             | 21 червня 1991 рік    |               |
| с. Шишелівка                                | 51°08′43″ пн. ш. 29°14′16″ сх. д. / 51.14528° пн. ш. 29.23778° сх. д.     | Малокліщівська сільрада     | ЧАЕС:66.36 райцентру:12.47 сільради:5.23 облцентру:107.02 столиці:119.29      | 160 (1981)                             | | | 2                             | 21 червня 1991 рік    |               |
| Овруцький район                             |                                                                           |                             |                                                                               |                                        | | |                               |                       |               |
| с. Борутине                                 | 51°36′54″ пн. ш. 29°08′21″ сх. д. / 51.61500° пн. ш. 29.13917° сх. д.     | Руднянська сільрада         | ЧАЕС: 71.23 райцентру: 39.85 сільради:17.23 облцентру: 155.26 столиці: 162.02 | 170 (1981)                             | смт. Олександрівка, с. Королівка | У 1981 році існували початкова чотирирічна школа, магазин та клуб, на початку 1990-х років у селі було 60 дворів. | 2                             | 13 січня 2009 рік     |               |
| с. Будолюбівка                              | 51°21′51″ пн. ш. 29°07′26″ сх. д. / 51.36417° пн. ш. 29.12389° сх. д.     | Переїздівська сільрада      | ЧАЕС:68.04 райцентру:22.39 сільради:2.49 облцентру: 127.48 столиці: 141.34    | 90 (1981)                              | | У 1923—60 роках — адміністративний центр колишньої однойменної сільської ради. | 3                             | 15 квітня 1995 рік    |               |
| с. Грязеве                                  | 51°28′15″ пн. ш. 29°08′07″ сх. д. / 51.47083° пн. ш. 29.13528° сх. д.     | Переїздівська сільрада      | ЧАЕС:67.69 райцентру:28.02 сільради:10.53 облцентру:139.46 столиці: 149.72    | 70 (1981)                              | | | 3                             | 15 квітня 1995 року   |               |
| с. Делета                                   | 51°37′56″ пн. ш. 28°14′38″ сх. д. / 51.63222° пн. ш. 28.24389° сх. д.     | Бігунська сільрада          | ЧАЕС:131.58 райцентру:51,8 сільради:25.36 облцентру:155.62 столиці:206.78     | 260 (1981)                             | с. Новомутин | У центрі села знаходиться братська могила жертв нацизму. Кількість похованих невідома. | 2                             | 27 жовтня 2005 рік    |               |
| с. Деревці                                  | 51°22′11″ пн. ш. 29°10′27″ сх. д. / 51.36972° пн. ш. 29.17417° сх. д.     | Переїздівська сільрада      | ЧАЕС: 63.92 райцентру: 26.64 сільради:2.27 облцентру:129.9 столиці:139.51     | 40 (1981)                              | | | 3                             | 15 квітня 1995 рік    |               |
| с. Деркачі                                  | 51°24′30″ пн. ш. 29°02′05″ сх. д. / 51.40833° пн. ш. 29.03472° сх. д.     | Липськороманівська сільрада | ЧАЕС: 73,1 райцентру:18.69 сільради:1.26 облцентру:130.9 столиці:148.77       | 120 (1981)                             | смт. Кварцитне, м. Овруч, с. Гладковичі, с. Невгоди, с. Велика Чернігівка, с. Білокамінка, с. Слобода (Коростенський район), с. Словечне        | | 1                             | 14 листопада 1991 рік |               |
| с. Жолудівка                                | 51°27′59″ пн. ш. 29°14′30″ сх. д. / 51.46639° пн. ш. 29.24167° сх. д.     | Переїздівська сільрада      | ЧАЕС: 60.48 райцентру:34.04 сільради:11.95 облцентру:141.14 столиці:144.84    | 80 (1981)                              | в межах Житомирської області (Попільнянський, Андрушівський, Баранівський райони)                                                               | У 1960-х перейменоване — стара назва Жолонь Ситівка. Через колишнє село протікає річка Жолонька. | 3                             | 15 квітня 1995 рік    |               |
| с. Журба                                    | 51°24′7″ пн. ш. 29°7′12″ сх. д. / 51.40194° пн. ш. 29.12000° сх. д.       | Журбівська сільрада         | ЧАЕС: 67,9 райцентру:23.4 сільради:0 облцентру:131.86 столиці:144.85          | 170 (1981)                             | с. Словечне, с. Невгоди, с. Велика Чернігівка, с. Білокамінка, с. Слобода (Коростенський район), с. Тхорин, с. Антоновичі (Коростенський район) | Діяли школа, клуб, бібліотека, фельдшерсько-акушерський пункт, відділення зв'язку. У селі була дерев'яна церква Св. Пантелеймона, споруджена у 1900-х рр. | 1                             | 14 листопада 1991 рік |               |
| с. Колесники                                | 51°24′04″ пн. ш. 29°00′29″ сх. д. / 51.40111° пн. ш. 29.00806° сх. д.     | Колесниківська сільрада     | ЧАЕС: 76.02 райцентру:16.16 сільради:0 облцентру:129.62 столиці:149.96        | 80 (1981)                              | с. Зеремля | Було центром сільської ради. | 2                             | 23 квітня 2008 рік    |               |
| с. Липські Романи                           | 51°24′58″ пн. ш. 29°03′00″ сх. д. / 51.41611° пн. ш. 29.05000° сх. д.     | Липськороманівська сільрада | ЧАЕС: 72,7 райцентру:19.68 сільради:0 облцентру:132.15 столиці:149.28         | 150 (1986)                             | смт. Кварцитне, м. Овруч, с. Гладковичі, с. Невгоди, с. Велика Чернігівка, с. Білокамінка, с. Слобода (Коростенський район), с. Словечне        | Діяли школа, клуб, бібліотека, фельдшерсько-акушерський пункт. Було центром сільської ради. | 1                             | 14 листопада 1991 рік |               |
| с. Людвинівка                               | 51°30′38″ пн. ш. 29°03′26″ сх. д. / 51.51056° пн. ш. 29.05722° сх. д.     | Руднянська сільрада         | ЧАЕС: 73.85 райцентру:26.83 сільради:6.26 облцентру:142.41 столиці:156.63     | 160 (1981)                             | с. Несваткове | Було центром сільської ради. | 2                             | 13 січня 2009 рік     |               |
| с. Маленівка                                | 51°24′53″ пн. ш. 29°06′41″ сх. д. / 51.41472° пн. ш. 29.11139° сх. д.     | Переїздівська сільрада      | ЧАЕС: 68.7 райцентру:23.58 сільради:5.01 облцентру:133.13 столиці:146.18      | 60 (1981)                              | с. Бровки Перші, с. Йосипівка (Бердичівський район)                                                                                             | | 2                             | 15 квітня 1995 рік    |               |
| с. Олександри                               | 51°24′39″ пн. ш. 28°57′20″ сх. д. / 51.41083° пн. ш. 28.95556° сх. д.     | Гладковицька сільрада       | ЧАЕС:79.71 райцентру:14.0 сільради:8.95 облцентру:130.27 столиці:153.53       | 90 (1981)                              | с. Бровки Перші | | 2                             | 27 жовтня 2005 рік    |               |
| с. Переїзд                                  | 51°22′43″ пн. ш. 29°08′42″ сх. д. / 51.37861° пн. ш. 29.14500° сх. д.     | Переїздівська сільрада      | ЧАЕС:66.15 райцентру:24.53 сільради:0 облцентру:129.6 столиці:141.3           | 160 (1981)                             | с. Бровки Перші, с. Йосипівка (Бердичівський район)                                                                                             | Було центром сільської ради. | 2                             | 15 квітня 1995 рік    |               |
| с. Підчашшя                                 | 51°26′17″ пн. ш. 29°14′52″ сх. д. / 51.43806° пн. ш. 29.24778° сх. д.     | Переїздівська сільрада      | ЧАЕС:60.23 райцентру:32.44 сільради:9.08 облцентру:137.8 столиці:142.26       | 30 (1981)                              | | У лісі біля Підчашшя бере свій початок річка Радча. | 3                             | 14 листопада 1991 рік |               |
| с. Піхоцьке                                 | 51°31′56″ пн. ш. 28°56′40″ сх. д. / 51.53222° пн. ш. 28.94444° сх. д.     | Руднянська сільрада         | ЧАЕС:81.69 райцентру:25.2 сільради:3.24 облцентру:143.75 столиці:163.64       | 160 (1981)                             | с. Несваткове | Село розташоване за 24 км на північ-північний схід від райцентру, за 2,6 км (по прямій) від центру сільради. | 2                             | 13 січня 2009 рік     |               |
| с. Сидори                                   | 51°23′17″ пн. ш. 29°02′30″ сх. д. / 51.38806° пн. ш. 29.04167° сх. д.     | Колесниківська сільрада     | ЧАЕС:73.67 райцентру:17.7 сільради:2.68 облцентру:128.86 столиці:147.39       | 70 (1981)                              | с. Зеремля | | 2                             | 23 квітня 2008 рік    |               |
| с. Ситівка                                  | 51°28′05″ пн. ш. 29°10′36″ сх. д. / 51.46806° пн. ш. 29.17667° сх. д.     | Переїздівська сільрада      | ЧАЕС:64.56 райцентру:30.31 сільради:10.16 облцентру:139.74 столиці:147.31     | 70 (1981)                              | в межах Житомирської області (Попільнянський, Андрушівський, Баранівський райони)                                                               | У 1923—54 роках — адміністративний центр колишньої Ситівської сільської ради Овруцького району. Через колишнє село протікає річка Ситівка. | 3                             | 15 квітня 1995 рік    |               |
| с. Солотине                                 | 51°33′54″ пн. ш. 29°09′40″ сх. д. / 51.56500° пн. ш. 29.16111° сх. д.     | Виступовицька сільрада      | ЧАЕС:68.13 райцентру:36.36 сільради:12.92 облцентру:150.11 столиці:156.72     | 20 (1981)                              | с. Королівка | | 2                             | 13 січня 2009 рік     |               |
| с. Соснівка                                 | 51°23′21″ пн. ш. 29°06′05″ сх. д. / 51.38917° пн. ш. 29.10139° сх. д.     | Переїздівська сільрада      | ЧАЕС:64.06 райцентру:26.73 сільради:2.22 облцентру:130.95 столиці:140.46      | 70 (1981)                              | с. Білилівка | | 2                             | 15 квітня 1995 рік    |               |
| с. Степки                                   | 51°25′15″ пн. ш. 29°08′35″ сх. д. / 51.42083° пн. ш. 29.14306° сх. д.     | Переїздівська сільрада      | ЧАЕС:66.32 райцентру:25.92 сільради:4.70 облцентру:134.09 столиці:144.82      | 180 (1981)                             | в межах Житомирської області (Попільнянський, Андрушівський, Баранівський райони)                                                               | На північному сході від села бере початок річка Лозниця. | 2                             | 15 квітня 1995 рік    |               |
| с. Стовпичне                                | 51°22′58″ пн. ш. 29°0′27″ сх. д. / 51.38278° пн. ш. 29.00750° сх. д.      | Колесниківська сільрада     | ЧАЕС:75.89 райцентру:15.37 сільради:2.05 облцентру:127.65 столиці:148.43      | 90 (1981)                              | | | 2                             | 23 квітня 2008 рік    |               |
| Київська область                            |                                                                           |                             |                                                                               |                                        | | |                               |                       |               |
| Поліський район                             |                                                                           |                             |                                                                               |                                        | | |                               |                       |               |
| с. Бобер                                    | 51°09′17″ пн. ш. 29°32′20″ сх. д. / 51.15472° пн. ш. 29.53889° сх. д.     | Боберська сільрада          | ЧАЕС: 47,2 райцентру:14.01 сільради: 0 облцентру: 105.07                      | 935 (1971)                             | с. Середівка | У селі розміщувалась центральна садиба колгоспу імені Калініна, при селі діяли маслозавод, восьмирічна школа, бібліотека, 2 клуби. | 1                             | 12 травня 1999 рік    |               |
| с. Бовище                                   | 51°20′41″ пн. ш. 29°44′48″ сх. д. / 51.34472° пн. ш. 29.74667° сх. д.     | Луб'янська сільрада         | ЧАЕС: 23,67 райцентру: 28.09 сільради: 2.10 облцентру: 112.99                 | ≈230 (1981) 123 (1986)                 | с. Хоцьки | Село в усі часи мало вигляд однієї, витягнутої на 2 км вздовж лісу, вулиці. | 1                             | 12 травня 1999 рік    |               |
| с. Буда-Варовичі                            | 51°19′22″ пн. ш. 29°29′16″ сх. д. / 51.32278° пн. ш. 29.48778° сх. д.     | Буда-Варовицька сільрада    | ЧАЕС: 41,6 райцентру: 11.14 сільради: 0 облцентру: 121.49                     | 794 (1971) ≈650 (1981) 586 (1989)      | с. Стовп'яги | Восьмирічна школа, будинок культури, клуб, бібліотека. | 2                             | 12 травня 1999 рік    |               |
| с. Варовичі                                 | 51°17′16″ пн. ш. 29°33′37″ сх. д. / 51.28778° пн. ш. 29.56028° сх. д.     | Варовицька сільрада         | ЧАЕС: 39,6 райцентру: 12.45 сільради: 0 облцентру: 115.75                     | 1198 (1971) 946 (1986)                 | с. Плесецьке Васильківський район Київська область с. Данилівка (Фастівський район) с. Варовичі (Васильківський район)                          | Згадується з 1543 року. На момент аварії при селі діяли середня школа, лікарня, будинок культури та 2 бібліотеки. | 1                             | 12 травня 1999 рік    |               |
| с. Весняне                                  | 51°18′26″ пн. ш. 29°38′20″ сх. д. / 51.30722° пн. ш. 29.63889° сх. д.     | Веснянська сільрада         | ЧАЕС: 32,69 райцентру: 18.87 сільради: 0 облцентру: 114.08                    | ≈390 (1981) 261 (1986)                 | с. Гланишів с. Єрківці (Бориспільський район)                                                                                                   | Складалося з головної поздовжньої та 2 бічних вулиць, з'єднаних між собою 2 вулицями. Було центром Веснянської сільської ради. | 1                             | 19 серпня 1999 рік    |               |
| смт. Вільча                                 | 51°21′44″ пн. ш. 29°26′11″ сх. д. / 51.36222° пн. ш. 29.43639° сх. д.     | Вільчанська селищна рада    | ЧАЕС: 46,1 райцентру: 13.29 селищної ради: 0 облцентру: 127.06                | ≈ 3000                                 | смт. Вільча Вовчанського р-ну Харківської обл., с. Бишів (Фастівський район), м. Березань                                                       | Початкова та середня школа, 2 клуби, 3 бібліотеки, лікарня. | 2                             | 19 серпня 1999 рік    |               |
| с. Вільшанка                                | 51°19′01″ пн. ш. 29°41′54″ сх. д. / 51.31694° пн. ш. 29.69833° сх. д.     | Луб'янська сільрада         | ЧАЕС: 29,08 райцентру: 23.29 сільради: 2.10 облцентру: 112.42                 | ≈260 (1981) 137 (1986)                 | с. Велика Бугаївка с. Погреби (Обухівський район)                                                                                               | Село в усі часи мало вигляд однієї довгої вулиці, витягнутої на 1 км вздовж річки Ілля. Село підпорядковувалося Луб'янській сільській раді. | 1                             | 12 травня 1999 рік    |               |
| с. Військове                                | 51°5′15″ пн. ш. 29°28′24″ сх. д. / 51.08750° пн. ш. 29.47333° сх. д.      | Шкнівська сільрада          | ЧАЕС: 55.25 райцентру: 18.53 сільради: 4.06 облцентру: 102.35                 | ≈120 (1981) 76 (1989)                  | | Займало площу 5 км², знаходилося на висоті 173 м над рівнем моря. | 3                             | 24 листопада 2009 рік |               |
| с. Войкове                                  | 51°02′29″ пн. ш. 29°30′50″ сх. д. / 51.04139° пн. ш. 29.51389° сх. д.     | Залишанська сільрада        | ЧАЕС: 56.19 райцентру: 24.10 сільради: 4.19 облцентру: 96.94                  | <100 (1981)                            | | Напередодні аварії на ЧАЕС у селі налічувалося 15 дворів. Село складалося з єдиної вулиці. | 3                             | 19 серпня 1999 рік    |               |
| с. Володимирівка                            | 51°13′42″ пн. ш. 29°18′19″ сх. д. / 51.22833° пн. ш. 29.30528° сх. д.     | Тарасівська сільрада        | ЧАЕС: 58,2 райцентру: 6.09 сільради: 4.06 облцентру: 121.99                   | ≈280 (1981) 259 (1986)                 | с. Рови | Тут розташовувалася центральна садиба колгоспу «Зоря комунізму». | 1                             | 12 травня 1999 рік    |               |
| с. Грезля                                   | 51°15′20″ пн. ш. 29°26′37″ сх. д. / 51.25556° пн. ш. 29.44361° сх. д.     | Поліська селищна рада       | ЧАЕС: 47.7 райцентру, селищної ради: 4.11 облцентру: 117.45                   | ≈550 (1981) 370 (1989)                 | с. Сезенків, м. Переяслав | Розташоване на річці Грезля, неподалік від місця впадіння в Уж. | 2                             | 12 травня 1999 рік    |               |
| с. Денисовичі                               | 51°29′17″ пн. ш. 29°42′21″ сх. д. / 51.48806° пн. ш. 29.70583° сх. д.     | Денисовицька сільрада       | ЧАЕС: 28,73 райцентру: 34.83 сільради: 0 облцентру: 128.78                    | 532 (1971) ≈610 (1981) 274 (1989)      | с. Трубівщина, с. Ничипорівка | Денисовичі - село, центр сільської Ради, розташоване за 47 км від районного центру і за 15 км від залізничної станції Товстий Ліс.У Денисовичах знаходиться відділок радгоспу «Хабне» та лісгосп. У селі - восьмирічна школа, клуб, бібліотека. | 2                             | 12 травня 1999 рік    |               |
| с. Діброва                                  | 51°17′10″ пн. ш. 29°41′27″ сх. д. / 51.28611° пн. ш. 29.69083° сх. д.     | Дібровська сільрада         | ЧАЕС: 29,74 райцентру: 0 сільради: 20.82 облцентру: 110.18                    | 1266 (1971) ≈ 1 200 (1981) 1088 (1989) | с. Корніївка | У селі є середня школа, клуб, бібліотека, лікарня, цегельний завод, центральна садиба колгоспу ім. Куйбишева. | 2                             | 12 травня 1999 рік    |               |
| с. Жовтневе                                 | 51°12′19″ пн. ш. 29°19′46″ сх. д. / 51.20528° пн. ш. 29.32944° сх. д.     | Жовтнева сільрада           | ЧАЕС: 57,1 райцентру: 5.94 сільради: 0 облцентру: 118.75                      | 571 (1971) ≈ 500 (1981) 370 (1989)     | с. Мазінки | У селі є восьмирічна школа, клуб, бібліотека, бригада колгоспу «Зоря комунізму». | 2                             | 12 травня 1999 рік    |               |
| с. Кливини                                  | 51°21′21″ пн. ш. 29°37′40″ сх. д. / 51.35583° пн. ш. 29.62778° сх. д.     | Веснянська сільрада         | ЧАЕС: 33,03 райцентру: 20.67 сільради:0 облцентру: 118.85                     | 331 (1971) ≈290 (1981)                 | с. Гланишів с. Єрківці (Бориспільський район)                                                                                                   | При селі діяли початкова школа, клуб та бібліотека. | 1                             | 19 серпня 1999 рік    |               |
| с. Ковшилівка                               | 51°16′17″ пн. ш. 29°30′35″ сх. д. / 51.27139° пн. ш. 29.50972° сх. д.     | Варовицька сільрада         | ЧАЕС: 42,5 райцентру: 9.01 сільради: 3.53 облцентру: 115.89                   | ≈170-250 (1981) 135 (1986)             | с. Рудня-Димерська | Знаходиться за 12 км від колишнього райцентру. Розташоване на лівому березі річки Уж. | 1                             | 12 травня 1999 рік    |               |
| с. Королівка                                | 51°09′55″ пн. ш. 29°37′25″ сх. д. / 51.16528° пн. ш. 29.62361° сх. д.     | Максимовицька сільрада      | ЧАЕС: 41,34 райцентру: 18.64 сільради: 3.43 облцентру: 101.70                 | ≈900–1100 (1981) 373 (1989)            | с. Сезенків | Тут були маслозавод, восьмирічна школа, 2 клуби та бібліотека. | 2                             | 12 травня 1999 рік    |               |
| с. Котовське                                | 51°11′43″ пн. ш. 29°21′56″ сх. д. / 51.19528° пн. ш. 29.36556° сх. д.     | Рагівська сільрада          | ЧАЕС: 55,2 райцентру: 5.61 сільради: 4.71 облцентру: 116.29                   | ≈130 (1981) 128 (1989)                 | с. Козлів, с. Жуківка (Броварський район) | Село складалося з єдиної прямої вулиці. Село розміщувалося за 4,5 км від колишнього районного центру Поліське. | 2                             | 12 травня 1999 рік    |               |
| с. Лісництво Яковецьке                      | 51°23′46″ пн. ш. 29°36′59″ сх. д. / 51.39611° пн. ш. 29.61639° сх. д.     | Веснянська сільрада         | ЧАЕС: 33.65 райцентру: 23.30 сільради: 9.84 облцентру: 123.09                 | ≤50 (1981)                             | с. Гланишів | Село та лісництво. | 1                             | 19 серпня 1999 рік    |               |
| с. Луб'янка                                 | 51°19′15″ пн. ш. 29°45′08″ сх. д. / 51.32083° пн. ш. 29.75222° сх. д.     | Луб'янська сільрада         | ЧАЕС: 24,7 райцентру: 27.35 сільради: 0 облцентру: 111.14                     | 1030 (1971) ≈1100 (1981) 612 (1986)    | с. Луб'янка Васильківський район Київська область с. Погреби (Обухівський район) с. Велика Бугаївка                                             | Відоме з 17 століття, при селі діяли восьмирічна школа, бібліотека та клуб. В селі знаходився колгосп «Дружба». | 1                             | 12 травня 1999 рік    |               |
| с. Мартиновичі                              | 51°15′34″ пн. ш. 29°37′39″ сх. д. / 51.25944° пн. ш. 29.62750° сх. д.     | Мартиновицька сільрада      | ЧАЕС: 34,25 райцентру: 15.99 сільради: 0 облцентру: 110.99                    | 1672 (1971) ≈1,700 (1981) 1154 (1989)  | с. Нові Мартиновичі, с. Пологи-Яненки, с. Пологи-Чобітки                                                                                        | У селі - восьмирічна школа, клуб, бібліотека, лікарня. Вперше Максимовичі згадуються в люстрації Чорнобильського замку під 1570 роком. | 2                             | 12 травня 1999 рік    |               |
| с. Нова Марківка                            | 51°08′09″ пн. ш. 29°29′18″ сх. д. / 51.13583° пн. ш. 29.48833° сх. д.     | Шкнівська сільрада          | ЧАЕС: 51,4 райцентру: 13.83 сільради: 1.93 облцентру: 105.62                  | ≈190 (1981) 187 (1989)                 | с. Вінинці | Село мало Т-подібне планування, складаючись із двох перпендикулярних вулиць. Існував колгоспний двір. | 2                             | 12 травня 1999 рік    |               |
| с. Новий Мир                                | 51°19′53″ пн. ш. 29°35′06″ сх. д. / 51.33139° пн. ш. 29.58500° сх. д.     | Новомирська сільрада        | ЧАЕС: 34,78 райцентру: 16.88 сільради: 0 облцентру: 117.89                    | 1083 (1971) 585 (1989)                 | с. Ковалин, с. Єрківці | На території села - відділок радгоспу «Хабне». У Новому Мирі є восьмирічна школа, клуб, бібліотека. Село відоме з 1634 року. | 2                             | 12 травня 1999 рік    |               |
| смт. Поліське                               | 51°14′27″ пн. ш. 29°23′13″ сх. д. / 51.24083° пн. ш. 29.38694° сх. д.     | Поліська селищна рада       | ЧАЕС: 52,2 райцентру: 0 селищної ради: 0 облцентру: 119.1                     | ≈10600 (1981)                          | м. Переяслав, м. Березань, смт. Баришівка, м. Київ                                                                                              | Згадується з 1415 р. Деревообробна, швейна фабрика, цегельний, льонозавод, комбінат продтоварів, гідрометеостанція, колишній центр Поліського району. Стара назва Хабне. У XIX сторіччі до Хабного приєднали село Замостя. | 2                             | 19 серпня 1999 рік    |               |
| с. Пухове                                   | 51°08′00″ пн. ш. 29°32′22″ сх. д. / 51.13333° пн. ш. 29.53944° сх. д.     | Вовчківська сільрада        | ЧАЕС: 48,2 райцентру: 16.06 сільради: 2.69 облцентру: 103.02                  | ≈300 (1981) 275 (1989)                 | с. Сомкова Долина | Село мало регулярне планування - 4 прямих поздовжніх та 3 поперечних. Існувала ферма. | 2                             | 12 травня 1999 рік    |               |
| с. Рудня-Грезлянська                        | 51°15′34″ пн. ш. 29°27′59″ сх. д. / 51.25944° пн. ш. 29.46639° сх. д.     | Поліська селищна рада       | ЧАЕС: 46,6 райцентру, селищної ради: 5.81 облцентру: 116.77                   | ≈140 (1981) 128 (1989)                 | м. Переяслав с. Сезенків | Розташоване на березі річки Уж, біля впадіння річки Грезля. | 2                             | 12 травня 1999 рік    |               |
| с-ще Становище                              | 51°23′17″ пн. ш. 29°23′01″ сх. д. / 51.38806° пн. ш. 29.38361° сх. д.     | Вільчанська селищна рада    | ЧАЕС: 49.83 райцентру: 16.04 селищної ради: 4.50 облцентру: 131.52            | ≈70-95 (1981) 65 (1989)                | смт. Вільча, с. Ничипорівка | Первісно окреме село. У 1958 році увійшло до складу Вільчі. | 2                             | 12 травня 1999 рік    |               |
| с. Стара Рудня                              | 51°20′00″ пн. ш. 29°38′22″ сх. д. / 51.33333° пн. ш. 29.63944° сх. д.     | Веснянська сільрада         | ЧАЕС: 32,89 райцентру: 20.06 сільради: 2.66 облцентру: 116.26                 | ≈180 (1981) 116 (1986)                 | с. Гланишів | Село розміщується за 25 км від колишнього районного центру Поліське (Хабне), і за 6 км від колишньої залізничної станції Товстий Ліс. Лежить на р. Ілля, в яку впадає права притока Переварка. | 1                             | 19 серпня 1999 рік    |               |
| с. Стеблі                                   | 51°13′51″ пн. ш. 29°26′52″ сх. д. / 51.23083° пн. ш. 29.44778° сх. д.     | Луговицька сільрада         | ЧАЕС: 49.72 райцентру: 3.85 сільради: 2.22 облцентру: 115.42                  | ≈190 (1981) 104 (1989)                 | с. Пришивальня | Знаходиться за 3 км від колишнього райцентру. Розташоване на правому березі річки Уж. | 2                             | 12 травня 1999 рік    |               |
| с. Тараси                                   | 51°15′45″ пн. ш. 29°17′12″ сх. д. / 51.26250° пн. ш. 29.28667° сх. д.     | Тарасівська сільрада        | ЧАЕС: 56,9 райцентру: 7.40 сільради: 0 облцентру: 125.58                      | 760 (1971) ≈630 (1981) 459 (1989)      | с. Мазінки, с. Тарасівка, с. Улянівка | У селі є восьмирічна школа, клуб, бібліотека. В селі будувалась нова школа з теплицею, дитячий садок, банно-пральний комбінат. Було проведено газ та воду, дороги заасфальтовано. | 2                             | 12 травня 1999 рік    |               |
| с. Фабриківка                               | 51°13′50″ пн. ш. 29°27′36″ сх. д. / 51.23056° пн. ш. 29.46000° сх. д.     | Луговицька сільрада         | ЧАЕС: 48,3 райцентру: 4.83 сільради: 1.38 облцентру: 114.89                   | ≈190 (1981) 114 (1989)                 | с. Пришивальня | До 1920-х рр. було східною частиною села Стеблі. | 2                             | 12 травня 1999 рік    |               |
| с. Шевченкове                               | 51°10′29″ пн. ш. 29°23′54″ сх. д. / 51.17472° пн. ш. 29.39833° сх. д.     | Рагівська сільрада          | ЧАЕС: 34,78 райцентру: 7.42 сільради: 3.27 облцентру: 113.24                  | ≈250 (1981) 181 (1989)                 | с. Вовчків та с. Великий Крупіль | Село розміщується за 10 км від колишнього районного центру Поліське (Хабне), і за 25 км від залізничної станції Вільча. | 2                             | 12 травня 1999 рік    |               |
| с. Ясен                                     | 51°09′59″ пн. ш. 29°26′17″ сх. д. / 51.16639° пн. ш. 29.43806° сх. д.     | Рагівська сільрада          | ЧАЕС: 51,9 райцентру: 9.32 сільради: 3.53 облцентру: 110.44                   | ≈160 (1981) 45 (1989)                  | с. Великий Крупіль | Село складалося з двох вулиць, планування мало вигляд літери «Г». | 2                             | 12 травня 1999 рік    |               |
| Чорнобильський район ( Іванківський район ) |                                                                           |                             |                                                                               |                                        | | |                               |                       |               |
| с. Андріївка                                | 51°07′52″ пн. ш. 30°05′11″ сх. д. / 51.13111° пн. ш. 30.08639° сх. д.     | Терехівська сільрада        | ЧАЕС: 28,5 райцентру: 18.65 сільради: 2.84 облцентру: 81.63                   | 224                                    | с. Яхни | Розташоване за 22 км від колишнього райцентру. Знаходиться на правому березі р. Вересня, на межі зони відчуження (межа проходить південним краєм села, далі чисті місця). | 1                             | 19 серпня 1999 рік    |               |
| с. Бенівка                                  | 51°26′36″ пн. ш. 29°58′48″ сх. д. / 51.44333° пн. ш. 29.98000° сх. д.     | Старошепелицька сільрада    | ЧАЕС: 10,21 райцентру: 25.17 сільради: 4.16 облцентру: 117.04                 | 254                                    | с. Мар'янівка | Розташоване за 10 км від ЧАЕС та за 26 км від колишнього райцентру — міста Чорнобиль, за 6 км від кордону з Білоруссю. Розташоване на правому березі Прип'яті. | 1                             | 19 серпня 1999 рік    |               |
| с. Бички                                    | 51°12′49″ пн. ш. 29°52′43″ сх. д. / 51.21361° пн. ш. 29.87861° сх. д.     | Розсохівська сільрада       | ЧАЕС: 24,5 райцентру: 25.00 сільради: 8.82 облцентру: 96.50                   | 114                                    | с. Недра | Тут зараз розташовується, заново відбудований, жіночий православний Пустинно-Микільський монастир, скит Києво-Покровського монастиря. Знаходиться за 24 км від ЧАЕС, на правому березі річки Уж. | 1                             | 19 серпня 1999 рік    |               |
| с. Буда                                     | 51°23′34″ пн. ш. 29°46′15″ сх. д. / 51.39278° пн. ш. 29.77083° сх. д.     | Товстоліська сільрада       | ЧАЕС: 22,09 райцентру: 34.11 сільради: 2.23 облцентру: 117.52                 | 251                                    | с. Липівка | Село розміщується за 33 км від колишнього районного центру Чорнобиль, і за 3 км від колишньої залізничної станції Товстий Ліс. | 1                             | 19 серпня 1999 рік    |               |
| с. Буряківка                                | 51°22′57″ пн. ш. 29°54′50″ сх. д. / 51.38250° пн. ш. 29.91389° сх. д.     | Річицька сільрада           | ЧАЕС: 11,95 райцентру: 24.27 сільради: 6.35 облцентру: 112.07                 | 226                                    | села Макарівського району | Відоме з 19 століття. | 1                             | 19 серпня 1999 рік    |               |
| с. Глинка                                   | 51°14′06″ пн. ш. 29°54′33″ сх. д. / 51.23500° пн. ш. 29.90917° сх. д.     | Корогодська сільрада        | ЧАЕС: 21,32 райцентру: 22.08 сільради: 7.85 облцентру: 97.56                  | 212                                    | с. Згурівка | До 20-х рр. ХХ ст. Глинна | 1                             | 19 серпня 1999 рік    |               |
| с. Городище                                 | 51°8′18″ пн. ш. 30°23′24″ сх. д. / 51.13833° пн. ш. 30.39000° сх. д.      | Купуватська сільрада        | ЧАЕС: 30,51 райцентру: 19.48 сільради: 3.32 облцентру: 77.25                  | 87                                     | с. Грузьке | Розташоване на підвищі поблизу впадіння Прип'яті у Дніпро. 32 км на південний схід від Чорнобиля. | 1                             | 19 серпня 1999 рік    |               |
| с. Городчан                                 | 51°27′33″ пн. ш. 30°17′05″ сх. д. / 51.45917° пн. ш. 30.28472° сх. д.     | Чапаєвська сільрада         | ЧАЕС: 14,57 райцентру: 20.50 сільради: 4.30 облцентру: 113.09                 | 183                                    | с. Фасова, с. Людвинівка | Розташоване за 15 км від ЧАЕС та за 30 км від колишнього райцентру — міста Чорнобиль на кордоні з Білоруссю. 1928 року повз село пройшла залізниця Чернігів — Овруч, на якій 1974 року було відкрито зупинний пункт Машеве. | 1                             | 19 серпня 1999 рік    |               |
| с. Заглиб'я                                 | 51°15′49″ пн. ш. 30°27′41″ сх. д. / 51.26361° пн. ш. 30.46139° сх. д.     | Ладижицька сільрада         | ЧАЕС: 28.90 райцентру: 16.83 сільради: 3.73 облцентру: 90.58                  | <100                                   | с. Сукачі (Вишгородський район) | Під час Другої світової війни, хутір Заглиб'я був знищений німецьким каральним загоном. Внаслідок акції було спалено 88 житлових будинків, загинуло 4 мешканці. Після війни Заглиб'я було відбудовано. | 1                             | 19 серпня 1999 рік    |               |
| с. Залісся                                  | 51°15′18″ пн. ш. 30°11′16″ сх. д. / 51.25500° пн. ш. 30.18778° сх. д.     | Заліська сільрада           | ЧАЕС: 15,55 райцентру: 3.86 сільради: 0 облцентру: 92.71                      | 3062 (1971) 2849 (1986)                | с. Нове Залісся | У селі знаходилась центральна садиба колгоспу «Дружба», при селі діяли середня школа, бібліотека, клуб, працював пологовий будинок. | 1                             | 19 серпня 1999 рік    |               |
| с. Замошня                                  | 51°14′10″ пн. ш. 29°53′55″ сх. д. / 51.23611° пн. ш. 29.89861° сх. д.     | Корогодська сільрада        | ЧАЕС: 22,52 райцентру: 22.73 сільради: 8.59 облцентру: 97.37                  | 240 (1968) 138 (1986)                  | с. Луб'янка | При селі діяли восьмирічна школа, клуб, бібліотека, містилася бригада колгоспу «Заповіти Ілліча». | 1                             | 19 серпня 1999 рік    |               |
| с. Запілля                                  | 51°15′19″ пн. ш. 30°07′06″ сх. д. / 51.25528° пн. ш. 30.11833° сх. д.     | Заліська сільрада           | ЧАЕС: 14,9 райцентру: 7.61 сільради: 4.26 облцентру: 94.07                    | 172                                    | с. Нове Залісся | Розташоване за 15 км від ЧАЕС та за 7 км від колишнього райцентру — міста Чорнобиль. | 1                             | 19 серпня 1999 рік    |               |
| с. Зимовище                                 | 51°25′15″ пн. ш. 30°10′46″ сх. д. / 51.42083° пн. ш. 30.17944° сх. д.     | Зимовищенська сільрада      | ЧАЕС: 5,3 райцентру: 16.35 сільради: 0 облцентру: 110.63                      | 790 (1971) 622 (1986)                  | с. Лукаші, с. Рудницьке | У селі знаходилась центральна садиба радгоспу «Прип'ятський», діяли восьмирічна школа, бібліотека та клуб. | 1                             | 19 серпня 1999 рік    |               |
| с. Іванівка                                 | 51°14′51″ пн. ш. 30°14′52″ сх. д. / 51.24750° пн. ш. 30.24778° сх. д.     | Заліська сільрада           | ЧАЕС: 18,25 райцентру: 3.59 сільради: 4.93 облцентру: 90.93                   | 102                                    | с. Нове Залісся | Розташоване за 2 км від колишнього райцентру — м. Чорнобиль та за 20 км від ЧАЕС. Знаходиться біля місця впадіння р. Уж у р. Прип'ять. | 1                             | 19 серпня 1999 рік    |               |
| с. Іллінці                                  | 51°17′32″ пн. ш. 29°51′28″ сх. д. / 51.29222° пн. ш. 29.85778° сх. д.     | Іллінецька сільрада         | ЧАЕС: 19,38 райцентру: 25.29 сільради: 0 облцентру: 105.07                    | 1434 (1972) 1059 (1986)                | с. Любомирівка, с. Вознесенське, с. Стара Оржиця                                                                                                | Відоме з 1783 року. У селі знаходилась центральна садиба колгоспу ім. ХХ партз'їзду, при селі діяли середня школа, бібліотека та клуб. | 1                             | 19 серпня 1999 рік    |               |
| с. Іловниця                                 | 51°10′45″ пн. ш. 30°3′35″ сх. д. / 51.17917° пн. ш. 30.05972° сх. д.      | Розсохівська сільрада       | ЧАЕС: 23,19 райцентру: 15.29 сільради: 6.64 облцентру: 87.53                  | 110                                    | с. Колонщина | Розташоване за 24 км від ЧАЕС, на правому березі річки Уж, неподалік села Рудня-Вересня. Відстань до м. Чорнобиль 16 км. | 1                             | 19 серпня 1999 рік    |               |
| с. Кам'янка                                 | 51°10′24″ пн. ш. 30°14′35″ сх. д. / 51.17333° пн. ш. 30.24306° сх. д.     | Опачицька сільрада          | ЧАЕС: 25,26 райцентру: 11.34 сільради: 5.86 облцентру: 83.03                  | 75                                     | с. Нові Опачичі | Розташоване за 19 км від колишнього райцентру. Знаходиться серед лісів, віддалене від інших поселень. | 1                             | 19 серпня 1999 рік    |               |
| с. Копачі                                   | 51°20′59″ пн. ш. 30°7′40″ сх. д. / 51.34972° пн. ш. 30.12778° сх. д.      | Копачівська сільрада        | ЧАЕС: 3,34 райцентру: 10.60 сільради: 0 облцентру: 103.94                     | 1024 (1971) 1114 (1986)                | с. Лехнівка | У селі знаходилась центральна садиба колгоспу «Україна», при селі діяли восьмирічна школа, бібліотека та будинок культури. | 1                             | 19 серпня 1999 рік    |               |
| с. Корогод                                  | 51°16′19″ пн. ш. 30°0′40″ сх. д. / 51.27194° пн. ш. 30.01111° сх. д.      | Корогодська сільрада        | ЧАЕС: 13,46 райцентру: 14.92 сільради: 0 облцентру: 98.57                     | 1395 (1971) 934 (1986)                 | с. Новий Корогод | У селі знаходилась центральна садиба колгоспу «Заповітм Ілліча», при селі діяли восьмирічна школа, бібліотека, клуб, працював пологовий будинок. | 1                             | 19 серпня 1999 рік    |               |
| с. Коцюбинське                              | 51°27′18″ пн. ш. 30°14′51″ сх. д. / 51.45500° пн. ш. 30.24750° сх. д.     | Чапаєвська сільрада         | ЧАЕС: 11,86 райцентру: 19.93 сільради: 6.26 облцентру: 113.43                 | 32                                     | с. Людвинівка, с. Фасова | Розташоване за 12 км від ЧАЕС та за 32 км від колишнього райцентра — міста Чорнобиль, серед лісу вздовж місцевої дороги, в Іванківському районі Київської області. До 1986 року входило до складу Чорнобильського району. На момент аварії — найменше поселення району. | 1                             | 19 серпня 1999 рік    |               |
| с. Кошарівка                                | 51°26′03″ пн. ш. 30°00′19″ сх. д. / 51.43417° пн. ш. 30.00528° сх. д.     | Новошепелицька сільрада     | ЧАЕС: 7,2 райцентру: 22.66 сільради: 1.40 облцентру: 114.82                   | 152                                    | с. Борівка | Розташоване за 7 км від ЧАЕС та за 23 км від колишнього райцентру — міста Чорнобиль. Розташоване на правому березі Прип'яті. | 1                             | 19 серпня 1999 рік    |               |
| с. Кошівка                                  | 51°19′17″ пн. ш. 30°14′31″ сх. д. / 51.32139° пн. ш. 30.24194° сх. д.     | Паришівська сільрада        | ЧАЕС: 11,67 райцентру: 5.11 сільради: 6.41 облцентру: 98.89                   | 270                                    | с. Лук'янівка | Розташоване за 12 км від ЧАЕС та за 11 км від колишнього райцентру — міста Чорнобиль. Розташоване на лівому березі р. Прип'ять. Вперше згадується 1648 року. | 1                             | 19 серпня 1999 рік    |               |
| с. Красне                                   | 51°27′23″ пн. ш. 30°7′5″ сх. д. / 51.45639° пн. ш. 30.11806° сх. д.       | Машівська сільрада          | ЧАЕС: 5,74 райцентру: 21.12 сільради: 4.15 облцентру: 115.31                  | 325                                    | с. Лукаші, с. Рудницьке | Розташоване за 6 км від ЧАЕС та за 25 км від колишнього райцентра — м. Чорнобиль, на лівому березі річки Прип'ять (біля однієї з стариць). У 1800 році на місці давньої було споруджено дерев'яну церкву Архистратига Михаїла (Красне), до якої були приписані села Городчан, Зимовище, Машеве, Усів та Хоромне (Чапаєвка). Дерев'яна церква Архистратига Михаїла збереглася донині і у ній періодично проводяться богослужіння. | 1                             | 19 серпня 1999 рік    |               |
| с. Красне                                   | 51°24′5″ пн. ш. 29°45′2″ сх. д. / 51.40139° пн. ш. 29.75056° сх. д.       | Товтоліська сільрада        | ЧАЕС: 24,1 райцентру: 35.39 сільради: 3.45 облцентру: 118.83                  | 157                                    | с. Гавронщина, с. Плахтянка | Село розміщується за 35 км від колишнього районного центру Чорнобиль, і за 3 км від колишньої залізничної станції Товстий Ліс. Вперше згадується у джерелах 1920-х років. Вперше показане на карті 1927–1928 років як Красне селище. | 1                             | 19 серпня 1999 рік    |               |
| с. Крива Гора                               | 51°23′03″ пн. ш. 30°12′03″ сх. д. / 51.38417° пн. ш. 30.20083° сх. д.     | Зимовищенська сільрада      | ЧАЕС: 5,84 райцентру: 12.04 сільради: 4.33 облцентру: 106.30                  | 485 (1971) 300 (1986)                  | с. Лукаші, с. Рудницьке | При селі діяли восьмирічна школа, бібліотека та клуб. | 1                             | 19 серпня 1999 рік    |               |
| с. Купувате                                 | 51°9′24″ пн. ш. 30°21′39″ сх. д. / 51.15667° пн. ш. 30.36083° сх. д.      | Купуватська сільрада        | ЧАЕС: 30,51 райцентру: 16.20 сільради: 0 облцентру: 79.83                     | 506 (1971) 324 (1986)                  | с. Грузьке | У селі знаходився колгосп ім. ХХ партз'їзду, при селі діяли початкова школа, бібліотека та клуб. | 1                             | 19 серпня 1999 рік    |               |
| с. Ладижичі                                 | 51°15′18″ пн. ш. 30°24′03″ сх. д. / 51.25500° пн. ш. 30.40083° сх. д.     | Ладижицька сільрада         | ЧАЕС: 24,41 райцентру: 13.39 сільради: 0 облцентру: 89.85                     | 633 (1971) 483 (1986)                  | с. Сукачі (Вишгородський район) | У селі знаходилась центральна садиба колгоспу «Здобуток Жовтня», при селі діяли восьмирічна школа, бібліотека та клуб. | 1                             | 19 серпня 1999 рік    |               |
| с. Лелів                                    | 51°18′42″ пн. ш. 30°10′53″ сх. д. / 51.31167° пн. ш. 30.18139° сх. д.     | Копачівська сільрада        | ЧАЕС: 8,53 райцентру: 5.07 сільради: 5.53 облцентру: 98.99                    | 1233                                   | с. Недра | Лелів вважався курортним місцем. За кілька кілометрів на північ від села Лелів, у сосновому гаю, розташовується база відпочинку «Смарагдове". На території бази налічується близько ста дерев'яних літніх будиночків, які майже всі розмальовані під сценарії різних мультфільмів або казкових персонажів. | 1                             | 19 серпня 1999 рік    |               |
| с. Машеве                                   | 51°29′11″ пн. ш. 30°8′30″ сх. д. / 51.48639° пн. ш. 30.14167° сх. д.      | Машівська сільрада          | ЧАЕС: 9,14 райцентру: 24.01 сільради: 0 облцентру: 118.33                     | 596 (1971) 292 (1986)                  | с. Лукаші, с. Рудницьке | У селі знаходився відділ радгоспу «Прип'ятський», при селі діяли середня школа, бібліотека, клуб, працювала лікарня. | 1                             | 19 серпня 1999 рік    |               |
| с. Нагірці                                  | 51°22′35″ пн. ш. 30°08′20″ сх. д. / 51.37639° пн. ш. 30.13889° сх. д.     | Копачівська сільрада        | ЧАЕС: 3.15 райцентру: 12.52 сільради: 3.09 облцентру: 106.51                  | 248 (1970)                             | | У селі працював філіал Копачівської бібліотеки, а також знаходиться кладовище та пам'ятник загиблим у роки ВВВ жителям села. | 1                             | 10 квітня 1978 рік    |               |
| с. Нова Красниця                            | 51°23′45″ пн. ш. 29°50′26″ сх. д. / 51.39583° пн. ш. 29.84056° сх. д.     | Річицька сільрада           | ЧАЕС: 17,19 райцентру: 29.16 сільради: 2.78 облцентру: 115.11                 | 196                                    | с. Аркадіївка, с. Королівка | Село розміщується за 43 км від колишнього районного центру Чорнобиль. Час виникнення не встановлено. Вперше згадується у джерелах 60-х років XIX ст. | 1                             | 19 серпня 1999 рік    |               |
| с. Новосілки                                | 51°12′58″ пн. ш. 30°3′17″ сх. д. / 51.21611° пн. ш. 30.05472° сх. д.      | Заліська сільрада           | ЧАЕС: 18,89 райцентру: 13.45 сільради: 9.63 облцентру: 91.28                  | 260                                    | с. Нове Залісся | Л. Похилевич лише згадує про декілька давніх курганів поблизу села, пов'язаних, за розповідями селян, із якоюсь давньою битвою з татарами. | 1                             | 19 серпня 1999 рік    |               |
| с. Новошепеличі                             | 51°25′08″ пн. ш. 30°01′18″ сх. д. / 51.41889° пн. ш. 30.02167° сх. д.     | Новошепелицька сільрада     | ЧАЕС: 4,98 райцентру: 21.26 сільради: 0 облцентру: 113.53                     | 1683 (1971) 2857 (1986)                | смт Макарів, с. Великий Карашин, с. Забуяння, с. Вільне                                                                                         | У селі знаходилась центральна садиба колгоспу ім. Калініна, при селі діяли середня школа, школа-інтернат, бібліотека, клуб. працювала лікарня. | 1                             | 19 серпня 1999 рік    |               |
| с. Опачичі                                  | 51°12′09″ пн. ш. 30°19′13″ сх. д. / 51.20250° пн. ш. 30.32028° сх. д.     | Опачицька сільрада          | ЧАЕС: 24,8 райцентру: 9.89 сільради: 0 облцентру: 85.53                       | 825 (1971) 681 (1986)                  | с. Нові Опачичі | У селі знаходився колгосп ім. 1-го Травня, при селі діяли восьмирічна школа, бібліотека та клуб. | 1                             | 19 серпня 1999 рік    |               |
| с. Оташів                                   | 51°11′57″ пн. ш. 30°23′16″ сх. д. / 51.19917° пн. ш. 30.38778° сх. д.     | Купуватська сільрада        | ЧАЕС: 28,36 райцентру: 14.40 сільради: 4.67 облцентру: 83.89                  | 71                                     | с. Грузьке | Було одним з найулюбленіших місць відпочинку киян-на березі річки Прип'ять існувала база відпочинку «Білий лелека» і мисливська база. Поблизу села знаходиться бетонна пристань «Видумка». | 1                             | 19 серпня 1999 рік    |               |
| с. Паришів                                  | 51°17′5″ пн. ш. 30°19′4″ сх. д. / 51.28472° пн. ш. 30.31778° сх. д.       | Паришівська сільрада        | ЧАЕС: 17,97 райцентру: 7.23 сільради: 0 облцентру: 94.10                      | 1046 (1971) 678 (1986)                 | с. Лук'янівка | У селі знаходився відділок радгоспу «Прип'ятський», при селі діяли восьмирічна школа, бібліотека, клуб, працювала лікарня. | 1                             | 19 серпня 1999 рік    |               |
| с. Плютовище                                | 51°13′07″ пн. ш. 30°18′12″ сх. д. / 51.21861° пн. ш. 30.30333° сх. д.     | Опачицька сільрада          | ЧАЕС: 23,41 райцентру: 8.50 сільради: 1.44 облцентру: 86.92                   | 77                                     | с. Нові Опачичі | Знаходиться на правому березі р. Прип'ять. Складалося з єдиної вулиці, що простягалася з заходу в бік річки. | 1                             | 19 серпня 1999 рік    |               |
| м. Прип'ять                                 | 51°24′16″ пн. ш. 30°03′15″ сх. д. / 51.4045356° пн. ш. 30.0542295° сх. д. | Прип'ятська міська рада     | ЧАЕС: 3,5 райцентру: 18.44 міськради: 0 облцентру: 111.20                     | 47 500 49046 (1986)                    | м. Київ, м. Славутич | Місто-супутник ЧАЕС. | 1                             |                       |               |
| с. Річиця                                   | 51°25′10″ пн. ш. 29°50′39″ сх. д. / 51.41944° пн. ш. 29.84417° сх. д.     | Річицька сільрада           | ЧАЕС: 17,54 райцентру: 30.57 сільради: 0 облцентру: 117.68                    | 709 (1971) 615 (1986)                  | с. Плахтянка та с. Гавронщина | У селі працював колгосп «Комунар», діяли початкова школа, бібліотека та клуб. | 1                             | 19 серпня 1999 рік    |               |
| с. Роз'їждже                                | 51°16′54″ пн. ш. 29°54′26″ сх. д. / 51.28167° пн. ш. 29.90722° сх. д.     | Стечанська сільрада         | ЧАЕС: 17,71 райцентру: 22.09 сільради: 2.55 облцентру: 102.59                 | 237                                    | с. Аркадіївка, с. Пасківщина | Як населений пункт село відоме з середини XVII століття. Село розташоване на відстані 24 км від колишнього райцентру — міста Чорнобиль. Село виникло бл. 1650 року — саме у той період на рівнині поблизу збиралися для маневрів польські війська під проводом кн. Радзивіла. | 1                             | 19 серпня 1999 рік    |               |
| с. Розсоха                                  | 51°09′47″ пн. ш. 29°58′09″ сх. д. / 51.16306° пн. ш. 29.96917° сх. д.     | Розсохівська сільрада       | ЧАЕС: 26,6 райцентру: 21.47 сільради: 0 облцентру: 88.30                      | 557 (1971) 416 (1986)                  | с. Колонщина | У селі знаходилась центральна садиба колгоспу «Шлях до комунізму», діяли початкова школа, бібліотека та клуб. | 1                             | 19 серпня 1999 рік    |               |
| с. Рудня-Вересня                            | 51°11′13″ пн. ш. 30°6′11″ сх. д. / 51.18694° пн. ш. 30.10306° сх. д.      | Черевацька сільрада         | ЧАЕС: 21,74 райцентру: 13.04 сільради: 3.83 облцентру: 87.25                  | 194                                    | с. Зрайки, с. Лобачів | Розташоване за 24 км від ЧАЕС, на правому березі річки Уж. Відстань до м. Чорнобиль 13 км. | 1                             | 19 серпня 1999 рік    |               |
| с. Рудня-Іллінецька                         | 51°17′6″ пн. ш. 29°48′43″ сх. д. / 51.28500° пн. ш. 29.81194° сх. д.      | Іллінецька сільрада         | ЧАЕС: 23,49 райцентру: 28.37 сільради: 3.36 облцентру: 105.49                 | 114                                    | с. Вознесенське, с. Любомирівка, с. Стара Оржиця                                                                                                | В селі добували болотну руду, про що свідчить назва села. | 1                             | 19 серпня 1999 рік    |               |
| с. Рудьки                                   | 51°25′16″ пн. ш. 29°47′55″ сх. д. / 51.42111° пн. ш. 29.79861° сх. д.     | Річицька сільрада           | ЧАЕС: 20,66 райцентру: 33.60 сільради: 3.22 облцентру: 119.50                 | 150                                    | с. Аркадіївка Згурівський район Київська область                                                                                                | Село Рудьки розташоване на відстані 33 км на північний-захід від міста Чорнобиль. За три кілометри від села розташоване село Річиця. Село Рудьки мало невеликі розміри й власної церкви не мало. У середині XIX століття називалося Рудяки́. | 1                             | 19 серпня 1999 рік    |               |
| с. Семиходи                                 | 51°24′44″ пн. ш. 30°03′28″ сх. д. / 51.41222° пн. ш. 30.05778° сх. д.     | Новошепелицька сільрада     | ЧАЕС: 3.82 райцентру: 18.96 сільради: 2.73 облцентру: 111.94                  | 660 (1969)                             | | У селі працювала початкова школа, медпункт та бібліотека. | 1                             | 29 жовтня 1979 рік    |               |
| с. Стара Красниця                           | 51°20′44″ пн. ш. 29°50′43″ сх. д. / 51.34556° пн. ш. 29.84528° сх. д.     | Іллінецька сільрада         | ЧАЕС: 18,2 райцентру: 27.39 сільради: 5.72 облцентру: 110.59                  | 69                                     | с. Вознесенське, с. Любомирівка, с. Стара Оржиця                                                                                                | Село розміщується за 32 км від колишнього районного центру Чорнобиль, і за 15 км від залізничної станції Янів. Виникло ймовірно у 1-й половині XIX ст. Вперше згадується у джерелах 60-х років XIX ст. Складалося з єдиної вулиці. | 1                             | 19 серпня 1999 рік    |               |
| с. Старі Шепеличі                           | 51°25′12″ пн. ш. 29°56′45″ сх. д. / 51.42000° пн. ш. 29.94583° сх. д.     | Старошепелицька сільрада    | ЧАЕС: 10,52 райцентру: 25.92 сільради: 0 облцентру: 115.88                    | 820 (1971) 689 (1986)                  | с. Мар'янівка | У селі працював ім. Кірова, діяли восьмирічна школа, бібліотека та клуб. | 1                             | 19 серпня 1999 рік    |               |
| с. Старосілля                               | 51°21′10″ пн. ш. 30°12′38″ сх. д. / 51.35278° пн. ш. 30.21056° сх. д.     | Зимовищенська сільрада      | ЧАЕС: 7,68 райцентру: 8.73 сільради: 7.66 облцентру: 102.97                   | 145                                    | с. Лукаші, с. Рудницьке | Розташоване за 8 км від ЧАЕС і 15 км від Чорнобиля. Автобусне сполучення з райцентром відкрили в середині 70-х років. На початку 80-х село захистили піщаною дамбою завдовжки 2,5 км. Працювали сільський клуб, магазин і пункт прийому молока. Раніше в селі діяли бібліотека, початкова школа, фельдшерсько-акушерський пункт. Поштові послуги надавала листоноша, а в клубі був телефон.                                      | 1                             | 19 серпня 1999 рік    |               |
| с. Стечанка                                 | 51°18′11″ пн. ш. 29°55′38″ сх. д. / 51.30306° пн. ш. 29.92722° сх. д.     | Стечанська сільрада         | ЧАЕС: 14,58 райцентру: 20.48 сільради: 0 облцентру: 103.50                    | 1246 (1971) 905 (1986)                 | с. Пасківщина Згурівський район Київська область                                                                                                | Відоме з 17 століття. У селі знаходилась центральна садиба колгоспу «Перемога», при селі діяли восьмирічна школа, бібліотека, клуб, працював пологовий будинок. | 1                             | 19 серпня 1999 рік    |               |
| с. Теремці                                  | 51°13′56″ пн. ш. 30°29′58″ сх. д. / 51.23222° пн. ш. 30.49944° сх. д.     | Ладижицька сільрада         | ЧАЕС: 32,6 райцентру: 20.28 сільради: 6.94 облцентру: 87.12                   | 463 (1971) 259 (1986)                  | с. Сукачі (Вишгородський район) | При селі діяли початкова школа, клуб та бібліотека. | 1                             | 19 серпня 1999 рік    |               |
| с. Терехи                                   | 51°07′55″ пн. ш. 30°02′55″ сх. д. / 51.13194° пн. ш. 30.04861° сх. д.     | Терехівська сільрада        | ЧАЕС: 28,09 райцентру: 20.03 сільради: 0 облцентру: 82.95                     | 433 (1971) 287 (1986)                  | с. Дорогинка, с. Ярошівка, с. Новосілки | При селі діяли восьмирічна школа, бібліотека та клуб. | 1                             | 19 серпня 1999 рік    |               |
| с. Товстий Ліс                              | 51°22′57″ пн. ш. 29°47′55″ сх. д. / 51.38250° пн. ш. 29.79861° сх. д.     | Товтоліська сільрада        | ЧАЕС: 19,24 райцентру: 31.93 сільради: 0 облцентру: 116.20                    | 880 (1971) 626 (1986)                  | с. Гавронщина, с. Плахтянка | Відоме з 1447 року. | 1                             | 19 серпня 1999 рік    |               |
| с. Усів                                     | 51°28′35″ пн. ш. 30°1′57″ сх. д. / 51.47639° пн. ш. 30.03250° сх. д.      | Новошепелицька сільрада     | ЧАЕС: 9,72 райцентру: 25.67 сільради: 6.19 облцентру: 119.08                  | 159                                    | с. Лукаші, с. Рудницьке | Розташоване за 11 км від ЧАЕС та за 25 км від колишнього райцентра — м. Чорнобиль, на лівому березі річки Прип'ять (в її заплаві). У 1920-30-і роки у селі було відкрито школу. | 1                             | 19 серпня 1999 рік    |               |
| с. Хутір Золотніїв                          | 51°18′02″ пн. ш. 30°26′45″ сх. д. / 51.30056° пн. ш. 30.44583° сх. д.     | Ладижицька сільрада         | ЧАЕС: 26,1 райцентру: 15.78 сільради: 5.45 облцентру: 94.54                   | <100                                   | с. Сукачі | У березні 1943 року, в ході Другої світової війни, хутір Золотніїв був знищений німецьким каральним загоном. В результаті акції було спалено 25 житлових будинків. Після війни хутір Золотніїв було відбудовано. | 1                             | 19 серпня 1999 рік    |               |
| с. Хутір Підлісний                          | 51°24′14″ пн. ш. 30°05′30″ сх. д. / 51.40389° пн. ш. 30.09167° сх. д.     | Прип’ятська міська рада     | ЧАЕС: 1.62 райцентру: 16.85 міськради: 2.60 облцентру: 110.38                 | 123 (1969)                             | | У селі був переносний книжковий пункт від Семиходської бібліотеки та кладовище. Стара назва Хутір Янів. | 1                             | 10 квітня 1978 рік    |               |
| с. Чапаєвка                                 | 51°25′25″ пн. ш. 30°19′18″ сх. д. / 51.42361° пн. ш. 30.32167° сх. д.     | Чапаєвська сільрада         | ЧАЕС: 15,21 райцентру: 17.78 сільради: 0 облцентру: 109.18                    | 644 (1971) 331 (1986)                  | с. Людвинівка, с. Фасова | У селі працював колгосп «Червоне Полісся», при селі діяли восьмирічна школа, клуб та бібліотека. Стара назва Хоромне. | 1                             | 19 серпня 1999 рік    |               |
| с. Черевач                                  | 51°12′46″ пн. ш. 30°07′54″ сх. д. / 51.21278° пн. ш. 30.13167° сх. д.     | Черевацька сільрада         | ЧАЕС: 22,09 райцентру: 9.20 сільради: 0 облцентру: 89.13                      | 630 (1971) 473 (1986)                  | с. Нове Залісся, с. Зрайки та с. Лобачів | У селі знаходилась центральна садиба колгоспу «Зоря», при селі діяли восьмирічна школа, бібліотека та клуб. | 1                             | 19 серпня 1999 рік    |               |
| с. Чистогалівка                             | 51°21′41″ пн. ш. 30°0′30″ сх. д. / 51.36139° пн. ш. 30.00833° сх. д.      | Чистогалівська сільрада     | ЧАЕС: 6,39 райцентру: 17.44 сільради: 0 облцентру: 107.73                     | 986 (1971) 774 (1986)                  | с. Гавронщина Макарівський район Київська область с. Ярешки                                                                                     | Відоме з середини 19 століття. При селі діяли восьмирічна школа, бібліотека та клуб. | 1                             | 19 серпня 1999 рік    |               |
| м. Чорнобиль                                | 51°16′34″ пн. ш. 30°13′25″ сх. д. / 51.2761111° пн. ш. 30.2236111° сх. д. | Чорнобильська міська рада   | ЧАЕС: 13,02 райцентру: 0 міськради: 0 облцентру: 93.38                        | 14 000 13700 (1986)                    | м. Київ, м. Бровари, м. Вишгород, м. Біла Церква і т.д.                                                                                         | Колишній центр Чорнобильського району. | 1                             |                       |               |
| с-ще Чорнобиль-2                            | 51°18′27″ пн. ш. 30°4′27″ сх. д. / 51.30750° пн. ш. 30.07417° сх. д.      |                             | ЧАЕС: 9,6 райцентру: 10.79 сільради: облцентру: 100.53                        | ≈5000 (1986)                           | с. Лютіж (Вишгородський район) с-ще Любеч-1 | Військове містечко персоналу ЗГРЛС «Дуга». | 1                             |                       |               |
| с. Ямпіль                                   | 51°12′24″ пн. ш. 30°10′33″ сх. д. / 51.20667° пн. ш. 30.17583° сх. д.     | Черевацька сільрада         | ЧАЕС: 20,32 райцентру: 8.32 сільради: 3.32 облцентру: 87.39                   | 153                                    | с. Здвижівка, с. Нове Залісся | Розташоване на відстані 13 км від колишнього райцентру — міста Чорнобиль. Село розташоване на правому березі річки Уж. Село складалося з єдиної вулиці довжиною 2 км. | 1                             | 19 серпня 1999 рік    |               |
| с. Янів                                     | 51°23′31″ пн. ш. 30°3′19″ сх. д. / 51.39194° пн. ш. 30.05528° сх. д.      | Прип'ятська міська рада     | ЧАЕС: 3,02 райцентру: 17.45 міськради: 1.40 облцентру: 109.89                 | 254 (1986)                             | | Село та залізнична станція. | 1                             | 1 квітня 2003 рік     |               |
| Чернігівська область                        |                                                                           |                             |                                                                               |                                        | | |                               |                       |               |
| Чернігівський район                         |                                                                           |                             |                                                                               |                                        | | |                               |                       |               |
| с. Локотьків                                | 51°25′40″ пн. ш. 30°50′00″ сх. д. / 51.42778° пн. ш. 30.83333° сх. д.     | Пакульська сільрада         | ЧАЕС: 51.47 райцентру/облцентру: 32.85 сільради: 3.33 столиці: 110.8          | 150 (1983)                             | с. Вознесенське | Складалося з 2 вулиць, одна з яких прилучалася з півдня. | 2                             | 27 березня 2001 рік   |               |
| с-ще Північне                               | 51°30′03″ пн. ш. 30°40′26″ сх. д. / 51.50083° пн. ш. 30.67389° сх. д.     | Мньовська сільрада          | ЧАЕС: 41.8 райцентру/облцентру: 43.4 сільради: 5.8 столиці: 117.5             | 30 (1983)                              | | Складалося з однієї вулиці довжиною бл.300 м. | 3                             | 26 червня 2001 рік    |               |